# Costinha (ator português)
Ernestino Augusto Costa, mais conhecido como Costinha (Santarém, 24 de fevereiro de 1891 – Lisboa, 25 de janeiro de 1976), foi um ator português, tanto de palco, cinema como na rádio. Foi o último ator de uma geração de grandes atores cómicos portugueses como Roldão, Chaby, Gomes da Trindade, Joaquim de Almada, Vasco Santana e António Silva.

## Biografia
Ernestino Augusto Costa nasceu, na Travessa dos Surradores, freguesia de São Salvador, da cidade de Santarém, filho do tipógrafo Nascimento Maria da Costa, natural da freguesia de São Nicolau, da mesma cidade e de sua mulher, Emília de Jesus Duarte, natural de Santa Iria da Ribeira, a 24 de fevereiro de 1891. Casou ainda jovem, com a atriz espanhola Maria del Pilar Mercedes Joaquina Gari Soler, de quem se divorciou em 21 de junho de 1935.
Fez o curso elementar de comércio e posteriormente o Conservatório de violino. Estreou-se no teatro amador a 25 de março de 1913 na revista "Quadros Vivos" no Rossio Palace.
Em 1916 parte numa digressão ao Brasil e aí permaneceu até 1920 de onde regressa com o apelido “Costinha” que vai usar no resto da sua carreira. Fez ao longo da sua vida várias outras digressões, tanto ao Brasil como às antigas colónias em África. É no ano de 1922 na revista "Cozido à Portuguesa", no Éden Teatro, que Costinha conhece aquela que se iria tornar sua mulher e companheira em muitas peças e filmes, a atriz Luísa Durão.
A 21 de fevereiro de 1949, aos 57 anos, em Lisboa, casou com Luísa Durão (Santos-o-Velho, Lisboa, 8 de agosto de 1899 - Coração de Jesus, Lisboa, 18 de julho de 1977), filha de Francisco de Paula Durão e de Amália da Piedade Soares.
A 17 de abril de 1967, foi agraciado com o grau de Oficial da Ordem Militar de Sant'Iago da Espada.
Costinha faleceu aos 84 anos, vítima de um AVC, na sua casa da rua Braamcamp, número 14, 4.º andar direito, freguesia do Coração de Jesus, em Lisboa. Encontra-se sepultado no Cemitério dos Prazeres, na mesma cidade.

## Filmografia
- Lisboa, Crónica Anedótica (1930)
- A Severa (1931)
- As Pupilas do Senhor Reitor (1935)
- O Trevo de Quatro Folhas (1936)
- A Rosa do Adro (1938)
- Varanda dos Rouxinóis (1939)
- João Ratão (1940)
- Lobos da Serra (1942)
- Cais do Sodré (1946)
- Camões (1946)
- Um Homem do Ribatejo (1946)
- Vizinhos de Rés-do-Chão (1947)
- Uma Vida Para Dois (1948)
- Sol e Toiros (1949)
- A Morgadinha dos Canaviais (1949)
- Cantiga da Rua (1950)
- Rosa de Alfama (1953)
- O Costa d'África (1954)
- O Noivo das Caldas (1956)
- Perdeu-se um Marido (1957)
- Dois Dias no Paraíso (1957)
- O Homem do Dia (1958)
- Costureirinha da Sé (1959)

## Teatro
- Abril em Portugal (1956)
- Não Faças Ondas (1956)